# Всесвітній день черепахи
Всесвітній день черепахи (англ. World Turtle Day) — це щорічне свято, яке відзначається 23 травня. Свято започатковане Американським товариством порятунку черепах (англ. American Tortoise Rescue) з 2000 року, щоб привернути увагу «до проблем загибелі великої кількості черепах через сусідство з людьми».
На черепах нелегально полюють у природі, а забруднення навколишнього середовища та неправильне утримання в умовах неволі негативно відображається на тваринах.
Цей день можна відзначати по-різному, наприклад, одягнувшись як черепаха чи у зелену літню сукню, рятуючи черепах, досліджуючи їх, проводячи виставки та розказуючи про цих тварин.